# الموت الرحيم الطوعي في غرب أستراليا
إن ولاية غرب أستراليا هي ثاني ولاية أسترالية تُشرّع الموت الطوعيّ بمساعدة الغير بعد ولاية فيكتوريا. وقد صدر قانون الموت الطوعيّ بمساعدة الغير لعام 2019 في 19 ديسمبر 2019 ودخل حيز التنفيذ في 1 يوليو 2021.

## خلفية
جرت محاولة سابقة لتقنين القتل الرحيم أو الموت الرحيم طوعًا في غرب أستراليا عام 2010 عندما قدّم النائب عن حزب الخضر روبن تشابل مشروع قانون إلى البرلمان. ثم رُفض مشروع القانون بأغلبية 24 صوتًا مقابل 11 صوتًا في المجلس التشريعي بعد يومين من النقاش.
ومن بين أبرز الناشطين في مجال الموت الرحيم أو المساعدة الطبية طواعية في غرب أستراليا كلايف ديفرال وديفيد جودال.
كان ديفرال من أبرز دعاة القتل الرحيم وانتحر في مارس 2017 بعد معاناته من مرض السرطان.
كان جودال أكاديميًا مقيمًا في بيرث وفي عام 2018 سافر إلى سويسرا لإنهاء حياته. حقنوه بالنيمبوتال وتوفي عن عمر يناهز 104 أعوام. وقد قرر إنهاء حياته بسبب كبر السن وليس بسبب مرض عضال. وقال النقاد بما في ذلك الجمعية الطبية الأسترالية إن إنهاء حياته على أساس الشيخوخة يمثل سابقة خطيرة. وكان جودال عضوًا في مجموعة الدعوة للقتل الرحيم الطوعي إكزيت إنترناشيونال لمدة 20 عامًا وقضى عامه الأخير في حملة من أجل تقنين القتل الرحيم الطوعي في غرب أستراليا.
تُعارض الجمعية الطبية الأسترالية الموت الرحيم طوعًا وترى أنه غير أخلاقي. كما صرّح رئيس الجمعية الطبية الأسترالية (دبليو إيه) أندرو ميلر بأنه بناءً على استطلاعات رأي أجرتها فإن أقلية من الأطباء تؤيد الموت الرحيم طوعًا. وخلال النقاش التشريعي في ولاية فيكتوريا حول الموت الرحيم طوعًا قال رئيس الجمعية الطبية الأسترالية مايكل غانون إن "الأطباء غير مُدرَّبين على قتل الناس. وإن هذا الأمر غير لائق في جوهر أخلاقياتنا وتدريبنا".

## المرور عبر البرلمان
في نوفمبر 2018 أُعلن أن مالكولم ماكوسكر -الحاكم السابق لولاية غرب أستراليا- سيقود لجنةً مؤلفةً من 11 عضوًا لصياغة مشروع قانونٍ بشأن الموت الرحيم الطوعي. ومن بين أعضاء اللجنة محامون وأطباء وزوجة كلايف ديفيرال. حيث قُدِّم هذا التقرير إلى برلمان غرب أستراليا في 27 يونيو 2019.
قدم وزير الصحة: روجر كوك مشروع قانون الموت التطوعي بمساعدة الآخرين لعام 2019 إلى برلمان غرب أستراليا في 7 أغسطس 2019.
قال حزب العمال أن أعضاء البرلمان سيُسمح لهم بالتصويت بما يمليه عليهم ضميرهم.
ناقش المجلس التشريعي (الغرفة العليا) مشروع القانون لما يقارب 102 ساعة. وتحدث النائب عن الحزب الليبرالي -نيك جويران- تحديدًا عن كل بند من بنود مشروع القانون البالغ عددها 186 بندًا مما أدى إلى تمديد ساعات الجلسة. وانتهت الجلسة الأخيرة في الساعة الواحدة من صباح يوم الخميس. حيث أثار هذا غضب زعيمة المجلس الأعلى سو إليري ورئيس الوزراء مارك ماكجوان اللذين اتهما جويران بعرقلة إقرار القانون وهي المرة الثانية التي يفعل فيها ذلك عام 2019. ودافع بيتر كولير زعيم المعارضة في المجلس الأعلى عن جويران قائلاً: "إنها الديمقراطية في العمل وأنا فخور جدًا بدور نيك جويران" و"إنها مسألة حياة أو موت وهذا التشريع يستحق تدقيقًا دقيقًا وقد حظي به". ثم تضمن مشروع القانون 55 تعديلًا 25 منها من اقتراح جويران. كما رُفض حوالي 400 تعديل.
أقر المجلس التشريعي مشروع القانون في 5 ديسمبر 2019 بأغلبية 24 صوتًا مقابل 11 صوتًا وفي الجمعية التشريعية في 10 ديسمبر. وصدرت الموافقة الملكية في 19 ديسمبر.

## ردود الفعل
قال النقاد إنه أخطر تشريع للقتل الرحيم سُنّ في أستراليا. وقال غويران: "من المؤكد أن هذا هو أخطر تشريع سُنّ على الإطلاق" وأضاف: "نعلم من ولايات قضائية أخرى -وخاصةً عندما يتعلق الأمر بالإدارة الذاتية- أن هناك مضاعفات سواءً كانت ارتجاع المادة أو الاختناق ومضاعفات مختلفة حدثت بما في ذلك بعض القصص التي دخل فيها أشخاص في غيبوبة ثم أفاقوا منها". كما قال إنه من المحتم أن يسعى مؤيدو القتل الرحيم إلى توسيع نطاق القانون ليشمل أنواعًا أخرى من الحالات المؤهلة.
كتم أعضاء آخرون في البرلمان -منهم روجر كوك- دموعهم أثناء إقرار التشريع. وصرح رئيس الوزراء مارك ماكجوان في العاشر من ديسمبر/كانون الأول بأنه كان يوم تاريخي ومهم للولاية.
قال فيليب نيتشكي -أحد دعاة القتل الرحيم- إن قوانين غرب أستراليا كانت مقيدة للغاية وأنها ستجبر آخرين مثل ديفيد جودال الذين ليسوا مرضى ولكنهم يريدون الموت لأسباب أخرى على السفر إلى بلدان أخرى من أجل القتل الرحيم.
أصبح شخص مصاب بمرض عضال لم يكشف عن هويته أول شخص يستخدم قوانين الموت الرحيم لإنهاء حياته في يوليو 2021.

## الآلية
يتضمن القانون أكثر من 100 ضمانة. ليكون الشخص مؤهلاً للموت بمساعدة الغير يجب أن يكون فوق سن الثامنة عشرة وأن يكون مصابًا بمرض عضال ويعاني من ألم شديد ومن المرجح أن يموت خلال ستة أشهر أو سنة في حالة الأمراض العصبية التنكسية. كما يتطلب الأمر تقديم طلبين شفهيين وطلب كتابي وتوقيع طبيبين مستقلين عن بعضهما البعض على الطلبات.
إن إعطاء الدواء ذاتيًا هو الطريقة المفضلة ولكن يمكن للطبيب القيام بذلك بدلاً من ذلك -على عكس فيكتوريا- حيث لا يمكن للأطباء إعطاء الدواء إلا إذا كان المريض غير قادر جسديًا على القيام بذلك بنفسه.
بخلاف ولاية فيكتوريا لا توجد شروط لمشاركة طبيب متخصص ولا أن يتمكن المرضى من إعطاء الدواء بأنفسهم ولا يُشترط حفظ الدواء في صندوق مغلق. وقد أثار هذا انتقادات غويران.
دخل القانون حيز التنفيذ في الأول من يوليو 2021 وهي فترة الـ 18 شهرًا التي يتعين على مقدمي الرعاية الصحية الاستعداد لها.